# Mặt trận Giải phóng Dân tộc Moro
‎Mặt trận Giải phóng Dân tộc Moro‎‎ (MNLF EC-15; tiếng Ả Rập: الجبهة الوطنية لتحرير مورو) là một tổ chức chính trị ở ‎‎Philippines‎‎ được thành lập vào năm 1972. ‎‎Tổ chức bắt đầu là một nhóm chia rẽ của ‎‎Phong trào Độc lập Hồi giáo.‎‎ MNLF là tổ chức hàng đầu trong số những người ly khai Moro trong khoảng hai thập kỷ bắt đầu từ những năm 1970..
‎Năm 1996, MNLF đã ký một ‎‎thỏa thuận hòa bình‎‎ mang tính bước ngoặt với chính phủ ‎‎Philippines,‎‎ trong đó chứng kiến việc thành lập ‎‎Khu tự trị ở Mindanao Hồi giáo‎‎ (ARMM), một khu vực bao gồm hai tỉnh đại lục và ba tỉnh đảo, trong đó dân số chủ yếu là người Hồi giáo được hưởng một mức độ tự trị . ‎‎ ‎‎Nur Misuari‎‎ được bổ nhiệm làm thống đốc khu vực nhưng sự cai trị của ông đã kết thúc bằng bạo lực khi ông lãnh đạo một cuộc nổi dậy thất bại chống lại chính phủ Philippines vào tháng 11 năm‎‎ trốn sang ‎‎Sabah‎‎ trước khi bị chính quyền ‎‎Malaysia‎‎ trục xuất trở lại Philippines..
‎MNLF được quốc tế công nhận bởi ‎‎Tổ chức Hợp tác Hồi giáo‎‎ (OIC) và Liên minh Nghị viện các quốc gia thành viên OIC (PUIC). ‎‎ Từ năm 1977, MNLF là thành viên quan sát viên của OIC. ‎‎ Vào ngày 30 tháng 1 năm 2012, MNLF trở thành thành viên quan sát viên của Liên minh Hợp tác Hồi giáo Nghị viện (PUIC), như đã được thông qua trong phiên họp toàn cầu PUIC lần thứ 7 được tổ chức tại ‎‎Palembang,‎‎ ‎‎Indonesia.‎

## Bối cảnh
‎Chính phủ Philippines muốn khuyến khích di cư của ‎‎các Kitô hữu‎‎ không có đất từ các vùng khác của đất nước trong cái gọi là ‎‎Chương trình Homestead‎‎ (1903-1973). Không có hệ thống titling đất của người bản địa Mindanao vào thời điểm đó, và những người định cư Kitô giáo khai thác tình hình. ‎‎Lanao‎‎ và ‎‎Cotabato‎‎ đã nhận được một dòng người di cư từ ‎‎Luzon‎‎ và ‎‎Visayas.‎‎ Căng thẳng giữa Moros và Kitô hữu là do tranh chấp về quyền sở hữu đất đai và tước quyền của người Hồi giáo. ‎‎Chương trình Homestead‎‎ là một trong những nguyên nhân gốc rễ của cuộc ‎‎xung đột Moro.‎‎ ‎
‎Nghèo đói, bất bình của ‎‎người Hồi giáo,‎‎ ‎‎pháp quyền‎‎ yếu kém và địa hình khó khăn đã khiến chống ‎‎khủng bố‎‎ trở thành thách thức chống lại quân nổi dậy ở miền Nam Philippines. ‎
‎Vào ngày 18 tháng 3 năm 1968, đã có một ‎‎vụ thảm sát những người lính Moro‎‎ ở ‎‎đảo Corregidor.‎‎ ‎‎ Đã có một cáo buộc từ lâu rằng ‎‎Malaysia‎‎ đã cung cấp đào tạo và trang bị ban đầu cho loạt cán bộ MNLF đầu tiên được gọi là "Top 90" vào năm 1969. ‎‎ Tương tự như vậy, người ta cũng cáo buộc rằng Malaysia dường như không biết gì hoặc dung thứ cho các chuyến hàng vũ khí bất hợp pháp, chủ yếu từ Trung Đông, chảy vào Mindanao đã thúc đẩy cuộc nổi dậy. ‎
‎Người sáng lập và một trong những nhà lãnh đạo tranh chấp của MNLF là ‎‎Nur Misuari.‎‎ ‎MNLF được thành lập như một nhóm chia rẽ của ‎‎Phong trào Độc lập Hồi giáo‎‎ vào ngày 21 tháng 10 năm 1972. ‎
‎MNLF chính thức tuyên bố rằng hệ tư tưởng của họ là ‎‎chủ nghĩa bình đẳng,‎‎và nó không phải là một tổ chức tôn giáo như nhóm phân mảnh ‎‎Hồi giáo‎‎ của nó Mặt trận Giải phóng Hồi ‎‎giáo Moro.‎

## Lá cờ

Flag of the MNLF without inscriptions.

‎Mặt trận Giải phóng Quốc gia Moro sử dụng một lá cờ bao gồm một ngôi sao vàng và lưỡi liềm và một ‎‎kris‎‎ trên một cánh đồng đỏ. Ngôi sao đại diện cho sự trung thực, công bằng, bình đẳng và khoan dung trong khi mặt trăng lưỡi liềm tượng trưng cho sự khôn ngoan. Kris tượng trưng cho sức mạnh. Lĩnh vực màu đỏ đại diện cho hoạt động bangsamoro, quyết đoán, kiên trì, tiết kiệm và hy sinh trong việc thúc đẩy cuộc đấu tranh cách mạng để tồn tại, tự quyết và thành công. Thiết kế cờ là thế tục mặc dù có một ngôi sao và lưỡi liềm, một biểu tượng thường gắn liền với Hồi giáo. Lá cờ chưa được tiêu chuẩn hóa và nhiều biến thể tồn tại liên quan đến việc mở rộng các yếu tố trong cờ. Một biến thể, với một ‎‎shahadah‎‎ trên ngôi sao và lưỡi liềm tồn tại. Lá cờ cũng được sử dụng cho ‎‎Bangsamoro Republik,‎‎một nhà nước không được công nhận rộng rãi được tuyên bố bởi nhóm.